# AMC (automóvil)
El AMC fue un automóvil inglés con motor de vapor, de corta existencia manufacturado en Londres en 1910. La fabricación de dicho automóvil corrió a cargo de la empresa Automobile Manufacturing Company que vendía dicho modelo con 10 caballos de fuerza, una caldera de explosión, ante lo cual lo consideraban como "absolutamente seguro en manos de un principiante." El coche tenía una velocidad máxima de 40 mph (64km/h)